# صموئيل فريدمان
صموئيل فريدمان هو قاضي ومحامي كندي، ولد في 16 أبريل 1908، وتوفي في 1993.